# Fall River Mills
Fall River Mills è un census-designated place (CDP) degli Stati Uniti d'America situato in California, nella contea di Shasta.